# Rue du Panier
La Rue du Panier est une voie du 2e arrondissement de Marseille.

## Situation et accès
Elle va de la place des Treize-Cantons à la rue des Belles-Écuelles. 

## Origine du nom
Elle doit probablement son nom à la présence attestée dans le bulletin municipal de 1683, (mais sûrement bien antérieur) d'une auberge-cabaret à l'enseigne du Logis du panier, qui aurait aussi décidé de l'appellation générale du quartier.

## Historique
C'est l'ancienne « rue Subeirane » (principale), la « rue du Panier », éponyme du plus vieux quartier de Marseille qu'elle traverse du Levant au Couchant. Avec ses vieilles rues étroites propices à la vie communautaire et aux solidarités villageoises, le Panier abrite depuis fort longtemps des populations migrantes ; hier des Corses (surtout) et des Italiens, pêcheurs, navigateurs, petits commerçants et autres gens moins recommandables. Ce quartier a eu fort mauvaise réputation. Aujourd'hui, Algériens, Vietnamiens et autres y habitent. Ses îlots réhabilités attirent aujourd'hui, grâce au charme de son site des nouvelles catégorie d'habitants plus aisés.

## Bâtiments remarquables et lieux de mémoire
- No  1 : sur la façade, au deuxième étage, fenêtre avec poulie.
- No  36 : immeuble style renaissance avec quatre fenêtres carrées, porte et imposte en fer forgé.
- No  39 : immeuble de 4 étages avec un escalier ancien en partie de fer forgé et à éclairage sommital.
- No  41 : porte avec clé de voûte et tête de turc.